# Samia canningi
Samia canningi è una falena della famiglia Saturniidae. Si trova nel sud-est asiatico e in Cina.
L'apertura alare è di 100–140 mm.
Questa falena è considerata una delle antenate selvatiche della specie domestica conosciuta come Samia ricini; essendo quest'ultima stata nominata per prima, tuttavia, il basionimo Saturnia canningi (Hutton, 1859) è stato considerato un nomen conservandum e quindi non è trattato come sinonimo di S. ricini.

## Caratteristiche
Le farfalle raggiungono un'apertura alare da 136 a 144 mm. Il corpo e le ali hanno un colore di base giallo-marrone. C'è una striscia trasversale bianca dietro la testa e il metatorace. La falena presenta due strisce bianche longitudinali sul fianco e sull'addome dal terzo segmento all'estremità posteriore.
Sull'ala è presente una striscia bianca che si estende dal corpo alla seconda vena dell'ala e poi diverge fino al bordo superiore dell'ala. Accanto alla striscia c'è un motivo a forma di mezzaluna che è grigio brunastro all'interno e giallo all'esterno. All'esterno della mezzaluna è presente una fascia che va dal bianco al rosa. Dietro c'è un ocello nero con aree bianche, e ai bordi l'ala cambia dal bianco al grigio. Le ali posteriori sembrano simili.
Le uova appena deposte sono di colore giallo chiaro, diventano biancastre e, poco prima che i bruchi si schiudano, bluastre. Nel primo stadio del bruco, il corpo è giallo-nero. Su ogni segmento sono presenti due paia di protuberanze scure sui lati e una sul dorso, portanti ciascuna quattro setole. Nel secondo stadio del bruco, il corpo è giallo e la testa e le protuberanze sono nere. Negli stadi successivi le zone scure diventano sempre più chiare, fino alla colorazione definitiva nel quinto stadio larvale. I bruchi hanno tre varianti di colore, una variante bianco-bluastra, una variante gialla o verde-bluastra. I bruchi adulti hanno una lunghezza del corpo fino a 65 mm e una larghezza da 9 a 10 mm.
Il bozzolo di seta è lungo da 27 a 33 mm e largo da 12 a 14 mm. Dopo la filatura presenta un colore giallo chiaro, che poi vira al marrone.

## Habitat
Samia canningi è diffusa a est dell'Himalaya, quindi la specie si trova in Cina, nello Stato indiano più orientale dell'Arunachal Pradesh e in altre aree del sud-est asiatico.

## Biologia
I bachi si nutrono principalmente delle specie Ailanthus altissima, Prunus laurocerasus, Ligustrum e Syringa.
L'impupamento avviene in un bozzolo di seta.
Le farfalle adulte non consumano cibo ma acqua, e vivono solo per una o due settimane.